# Shigar
Der Fluss Shigar (Urdu دریائے شگر) ist ein etwa 51 km langer rechter Nebenfluss des Indus im Sonderterritorium Gilgit-Baltistan im Norden von Pakistan. Es gibt einen weiteren Fluss desselben Namens, ein linker Nebenfluss des Shingo, der auch als  „Shigar (South) River“ bezeichnet wird.

## Verlauf
Der Shigar entsteht am Zusammenfluss von Basha (rechts) und Braldu (links). Der Basha wird vom Chogolungma-Gletscher gespeist, der Braldu kommt von Osten und führt das Schmelzwasser von Baltoro-, Biafo- und Panmahgletscher. Der Shigar fließt anfangs etwa 35 Kilometer in südsüdöstlicher Richtung. Er bildet einen verflochtenen Fluss in einem teilweise mehr als 2 Kilometer breiten Kiesbett. Der Fluss Shigar passiert die am linken Flussufer gelegene Kleinstadt Shigar. Wenig später wendet sich der Shigar nach Westen und Südwesten und mündet nach weiteren knapp 15 Kilometern gegenüber von Skardu in das Nordufer des Indus.